# جو وارد (لاعب كرة قاعدة)
جو وارد (بالإنجليزية: Joe Ward)‏ هو لاعب كرة قاعدة أمريكي، ولد في 2 سبتمبر 1884 في فيلادلفيا في الولايات المتحدة، وتوفي بنفس المكان في 11 أغسطس 1934.

## وصلات خارجية
- جو وارد على موقعبيزبول رفرنس.كوم (الدوري الرئيسي) (الإنجليزية)